# Anemia hemolítica de anticorpos reativos ao calor
Anemia hemolítica por anticorpos reativos ao calor ou anemia hemolítica por anticorpos quentes é um tipo de Anemia hemolítica auto-imune, aonde o corpo estimula os anti-corpos a reagirem contra eritrócitos em temperatura corpórea.

## Como ocorre
As células removedoras do baço destroem os eritrócitos graças aos anti-corpos que erroneamente os veem como corpos estranho devido a uma disfunção no corpo. Eventualmente células removedoras do fígado e da medula óssea atuam nessa destruição dos eritrócitos.

## Sintomas
Dor no hipocôndrio esquerdo ou sensação de desconforto no mesmo, devido ao aumento do baço.